# Градска општина Вождовац
Општина Вождовац је градска општина Града Београда. Заузима површину од 14.864 ha на којој према попису из 2022. живи 174.864 становника.
Слава општине Вождовац је Свети Андреј, 13. децембар.

## Историја
Са места на подручју данашње градске општине Вождовац, вожд Карађорђе је повео своје устанике и 1806. први пут ослободио Београд од Турака. У спомен на тај догађај, овај крај је назван Вождово предграђе, да би касније добио име Вождовац. После Другог светског рата општина је названа VI рејон, а 1956. настала је спајањем тадашњих општина Лекино брдо и Вождовац.

## Месне заједнице
- Бањица у улици Булевар ЈНА 96
- Горњи Вождовац у улици Јове Илића 89
- Чиновничка колонија у улици Јове Илића 89
- Аутокоманда у улици Боже Јанковића 14
- Доњи Вождовац у улици Боже Јанковића 1
- Тешића купатило у улици Раде Кончара 1а
- Пашино брдо у улици Мијачка 5
- Виногради у улици Ђорђа Кратовца 50
- Шумице у улици Устаничка 125ц
- Душановац у улици Озренска 39
- М. Медаковић у улици Милорада Умљеновића 18
- Сива стена у улици Ванђела Томе 5
- Браће Јерковић у улици Мештровићева 34
- Митрово брдо у улици Заплањска 86
- Кумодраж у улици Војводе Степе 413
- Јајинци у улици Булевар ЈНА 86
- Раковица у улици Булевар ЈНА 30
- Бели Поток у улици Васе Чарапића 48
- Пиносава у улици Трећа нова 37а
- Зуце у улици Четрнаеста нова 5а
- Рипањ у улици Ерчанска 10
- Кумодраж 1 у улици Стара 1
- Кумодраж 2 у улици Кумодрашка 376
- Медаковић 3 у улици Боривоја Стевановића 21

## Зелени простори
На територији општине Вождовца неке пољопривредне површине садрже остатке шумских формација. Делови општине који садрже богате флористичке карактеристике су подручје Авале, Миљаковачка шума, Јајиначко-кумодрашке шуме, Баба Велка са Степиним гајом, Бањичка шума и мање шумске формације у речним долинама. Сви поменути шумски комплекси се налазе у непосредној близини насеља, те представљају окосницу за формирање спољашњег шумског појаса Београда, односно зеленог појаса у рубној зони града.
Зелене површине уз ауто-пут и магистрале: зелени коридори општине Вождовац (Булевар ослобођења и Кружни пут) имају важну санитарно-хигијенску функцију којом се утиче на регулацију микроклиматских карактеристика ширег подручја. Структура зеленог коридора од Аутокоманде до Авале је веома богата: дрворед је хомоген, састављен од густо сађених стабала врсте Platanus acerifolia (једно стабло на 6 до 8 m), старост око 25-30 година и висине од око 20 до 20 m. Зеленило Булевара ослобођења допуњено је зеленилом из предбашти породичних кућа, као и парк-шумским комплексом Вождовачки парк и Бањичка шума. Други значајан магистрални правац јесте део Кружног пута чија траса пресеца већи број речних долина (Топчидерска река, Железничка река и Завојничка река). Појас око дела Кружног пута до Крагујевачког пута под Авалом је у потпуности обешумљен са обе стране пута.
Две најзначајније зелене површине градских улица на територији општине Вождовац су: зеленило у Устаничкој улици са двострано и једнострано компонованим стаблима крупнолисне липе и јавора и зеленило у Црнотравској улици са стаблима дивљег кестена (Aesculus hippocastanum) које повезује зелене површине спортског центра Бањица са зеленилом стамбене и рекреативне зоне.

## Насеља
Градска насеља:
| - Аутокоманда - Бањица - Бањица 2 - Браће Јерковић 1 - Браће Јерковић 2 - Браће Јерковић 3 - Вождовац центар - Душановац - Насеље Степа Степановић - Јајинци - Кумодраж 1 - Кумодраж 2 - Мала Утрина - Маринкова Бара - Медаковић 1 - Медаковић 2 - Медаковић 3 | - Митрово Брдо - Коњарник 2 – Вождовачки део Коњарника - Пашино брдо - Село Раковица - Спомен парк Јајинци (насеље) - Торлак - Трошарина - Шумице |

Приградска насеља:
| - Бели Поток | - Пиносава |

Сеоска насеља:
| - Бубањ Поток - Гај - Зуце - Кумодраж старо село | - Прњавор - Рипањ - Степин Луг - Шупља Стена |

Према Статуту града Београда, градска општина Вождовац се састоји из следећих насељених места:
| Насеље        | Становништво | Становништво | Промена (%) |
| Насеље        | Попис 2011.  | Попис 2022.  | Промена (%) |
| ------------- | ------------ | ------------ | ----------- |
| Бели Поток    | 3.621        | 3.717        | +2,65%      |
| Београд - део | 138.352      | 155.909      | +12,69%     |
| Зуце          | 2.001        | 1.915        | -4,30%      |
| Пиносава      | 3.151        | 3.239        | +2,79%      |
| Рипањ         | 11.088       | 10.084       | -9,05%      |

## Демографија
Према попису становништва из 2022. године општина Вождовац има 174.864 становника што је за 16.651 више (+10,52%) у односу на 2011. када је на попису било 158.213 становника.
Интензивно повећање становништва од 1960-их до 1980-их година дугује се пре свега досељавању у нова велика стамбена насеља која су тих година грађена у овом делу Београда: Шумице, Коњарник, Браће Јерковић, а затим Бањица, Вељко Влаховић, Кумодраж 2, Медаковић и Степа Степановић.

### Кретање броја становника
| Година | Број становника |
| ------ | --------------- |
| 1948.  | 52.338          |
| 1953.  | 61.200          |
| 1961.  | 85.458          |
| 1971.  | 134.206         |
| 1981.  | 159.364         |
| 1991.  | 161.376         |
| 2002.  | 151.768         |
| 2011.  | 158.213         |
| 2022.  | 174.864         |

### Етничка структура
| Етнички састав према попису из 2022.‍ | Етнички састав према попису из 2022.‍ | Етнички састав према попису из 2022.‍ | Етнички састав према попису из 2022.‍ | Етнички састав према попису из 2022.‍ |
| ------------------------------------ | ------------------------------------ | ------------------------------------ | ------------------------------------ | ------------------------------------ |
|                                      |                                      |                                      |                                      |                                      |
| Срби                                 | Срби                                 |                                      | 153.674                              | 87,88%                               |
| Роми                                 | Роми                                 |                                      | 948                                  | 0,54%                                |
| Југословени                          | Југословени                          |                                      | 911                                  | 0,52%                                |
| Црногорци                            | Црногорци                            |                                      | 520                                  | 0,30%                                |
| Македонци                            | Македонци                            |                                      | 459                                  | 0,26%                                |
| Руси                                 | Руси                                 |                                      | 422                                  | 0,24%                                |
| Хрвати                               | Хрвати                               |                                      | 377                                  | 0,22%                                |
| Горанци                              | Горанци                              |                                      | 285                                  | 0,16%                                |
| Муслимани                            | Муслимани                            |                                      | 214                                  | 0,12%                                |
| Бошњаци                              | Бошњаци                              |                                      | 167                                  | 0,10%                                |
| Мађари                               | Мађари                               |                                      | 128                                  | 0,07%                                |
| Словенци                             | Словенци                             |                                      | 110                                  | 0,06%                                |
| Албанци                              | Албанци                              |                                      | 95                                   | 0,05%                                |
| Бугари                               | Бугари                               |                                      | 86                                   | 0,05%                                |
| Остали                               | Остали                               |                                      | 916                                  | 0,52%                                |
| Регионално                           | Регионално                           |                                      | 94                                   | 0,05%                                |
| Неизјашњени                          | Неизјашњени                          |                                      | 2.962                                | 1,69%                                |
| Непознато                            | Непознато                            |                                      | 12.496                               | 7,15%                                |

## Култура

### Манифестације
- Општина у сарадњи са амбасадама у Републици Србији организује манифестацију „Дане културе блиских земаља“, у оквиру које су представљени ни Руске културе на Вождовцу, Дани Италије, Румуније, Израела, Словачке, Бугарске, Индије, Кубе, Белорусије, Кинеске културе, Шпаније, Мађарске, Републике Српске, Чилеа и Дани Јапанске културе. Земље гости своје културно наслеђе представљају кроз филмове, књижевне, песничке, плесне вечери, позоришне представе, наступе фолклорних група, представљање рукотворина и домаће радности, изложбе и друго.[7]
- „Вождовачке летње вечери“ је манифестација усмерена на младе која се организује током сваког летњег распуста. Током манифестације одржавају се бесплатне представе, концерти, изложбе и књижевне вечери, као и биоскоп на отвореном, на Душановачком платоу и платоу испред УСЦ „Вождовац“.[7]
- Вождовац је редован учесник манифестације у организацији Европске уније „Дани европске баштине”. У склопу манифестације општина организује пешачке туре до Авале, посета Бајфордовој шуми и Споменику Незнаном јунаку, као и пропратна предавања о овим и другим значајним споменицима културе и природе на територији општине.[7]
- За рођендан војводе Степе Степановића (11. март) организује се свечана академија у простору његове родне куће у Кумодражу.[7]

### Институције културе
- Преко петнаест година вождовачка општина даје простор за одржавање трибина у организацији храмова Српске православне цркве. У сали општине се одржавају изложбе хуманитарног карактера.[7]
- Галерију „Бели анђео” је основала општина и представља водећу галерију на простору општине.[7]
- „Вождовачки центар - Шумице” представља значајну институцију културе на простору општине. У оквиру центра ради омладински „Театар 13”.[7]
- У најстарија културно-уметничка друштва са територије општине убрајају се „Милан Ђ. Милићевић“ из Рипња, „Степа Степановић“, као и „Радост“ и „Златно доба.[7]
- Биоскоп Вождовац је подигнут седамдесетих година и представљао је главни биоскоп у овом делу Београда, који није у функцији од приватизације извршене 2007. Постоје иницијативе грађане да се биоскопу врати првобитна функција.[8]
- Удружења за културу, уметност и међународну сарадњу „Адлигат” има своје седиште на територије општине. У оквиру Адлигата постоје Библиотека Лазић као једна од најдуговечнијих приватних породичних библиотека, музејске институције Музеј српске књижевности и Музеј књиге и путовања. Адлигат поседује једну од већих приватних библиотека у Србији и региону, са преко милион библиографских јединица. Неколико десетина знаменитих културних радника и уметника је удружењу завештало своје легате, у оквиру којих се чувају њихова дела, личне библиотеке, архив, рукописи, награде, лични предмети.  У оквиру Адлигата налазе се бројни раритетни предмети, експонати, колекције, нарочито књиге направљене од најразличитијих материјала, највећа колекција потписаних односно књига са посветама у Србији, предмети Обреновића, средњовековни накит, као и засебне тематске колекције на основу историјског периода (Српска револуција, Први светски рат, комунизам итд).[9]

## Спорт
- ФК Вождовац
- ФК Торлак
- ФК Херој 1925
- ФК Рад
- ФК Синђелић